# 料理酒
料理酒（りょうりしゅ）とは、
- 広義には、料理に使用される日本酒の総称。
- 狭義には、飲用できないよう不可飲処置を施された、料理専用の日本酒。不可飲処置とは、酒に食塩を添加して、そのままではとうてい喉を通らないような、まずい味にすることである。

## 料理と酒
料理に酒やワインを使う料理法は、世界で広く行われる。加熱段階で酒を加えるのは、肉や魚の生臭さを消し、かつ風味を加えることができるため。日本では主に、煮物にみりんを加えたり、煮魚の調理に日本酒を加える料理法が使われる。
料亭などでの魚の調理には、料理酒ではなく、飲用の清酒を使うことが多い。これは料亭では煮汁の半分が酒、もしくは酒だけで魚を煮ることもあるなど一般家庭とは煮魚の料理法が異なることによる。

## 料理酒と法律
日本で市販されている料理酒の多くには、食塩や酢の添加により不可飲処置が施されている。これは、不可飲処置を施すことで酒税法上の酒類に該当しなくなり、酒税の課税対象から外れるので安価になるとともに、酒類販売免許を持たない商店などでの販売も可能になるためである。また、製造者の記載義務もない。
不可飲処置は本来、酒類を廃棄する際に飲用に適さなくするために行われるもので、「酒税法及び酒類行政関係法令等解釈通達」に、含まれるアルコール度数に応じて添加する塩や酢の量が定められている。料理酒の不可飲処置も、この基準に沿って行われている。
不可飲処置が施されておらず酒税対象の料理酒も存在するが、これらの酒類料理酒の中には調味効果を高める（照りツヤを良くする、風味を増すなど）ために、醸造方法を調整することでうまみ成分を増したり、うまみ成分や糖分を後から添加しているものもある。うまみ成分などを後から添加したものは清酒として認められない場合があり、酒税課税時に、清酒以外の酒類、例えばみりんとして課税されるものもある。（例：タカラ料理酒（宝酒造、現在は終売））
加塩料理酒の場合、調理時の食塩の使用量を控える必要があるなど、種類によって注意点があるので、購入や使用の際にはラベルの表示などに注意が必要である。